# Amédée Ternante-Lemaire
Amédée Ternante-Lemaire dit Lemaire de Ternantes (Châtillon-sur-Seine, 19 juillet 1821 - Nice, 28 septembre 1900) est un peintre et un photographe français.

## Biographie
Élève de Jean-Pierre Alaux, il participe à divers salons, dont le Salon de 1857 où il présente Sainte Geneviève guérissant un jeune aveugle à Nanterre, toile qui sera donnée par Napoléon III à l'église paroissiale Saint-Sauveur de Bellême.

## Œuvres
- L’Arrivée à Lisbonne de Stéphanie de Hohenzollern-Sigmaringen, photographie, 1858
- Préparatifs pour la réception de la Reine Stéphanie, photographie, 1858
- Pêcheur de requin, Portugal, photographie, 1858
- La Terrasse du Palais Longchamp à Marseille, 1878
- Le Point du Champagne
- Jeux d'enfants
- La Place du marché
- La Descente de l'escalier
- Scènes de genre, 1892
- Ung flicka matande höns, 1893 (Voir)
- Zwei Genreszenen (Voir)
- Elegantes Interieur mit Vogelvoliere (Voir)
- Servante au narghilé
- Sainte Geneviève guérissant un jeune aveugle à Nanterre, 1857, église paroissiale Saint-Sauveur de Bellême
- Un Trait de la vie de sainte Geneviève, Mairie de Bellême
- Portrait du pape Innocent X (1574-1655), 1846, Ambassade de France au (Vatican[3]
- Joueuse de mandoline, huile sur panneau (Voir)